# معركة رأس الثور
في الآونة الأخيرة تم اكتشاف رسم على الجدران يبلغ من العمر 5000 عام في مسح طريق صحراء لمكان يحمل أيضًا رموز العقرب ويصور انتصاره على حاكم آخر قديم (ربما ملك نقادة). كان الملك المهزوم أو المكان الذي دارت فيه المعركة وتشير الكتابة على الجدران باسم «رأس الثور»، وهي علامة موجودة أيضًا في قبره. مما يدل على أن جيوش الملك العقرب الأول قد اخترقت دلتا النيل. قد يكون فتوحات العقرب الأول بدأت في النظام الهيروغليفي المصري من خلال البدء في الحاجة للحفاظ على السجلات في الكتابة.

## خلفية
إذا كان «رأس الثور» هو في الواقع اسم الحاكم ومن النقوش المعروفة بشكل أساسي من خلال أقراص عاجية من قبر العقرب الأول في أم الجعاب ونقوش في نحت صخري.تم استبعاد وجود منحوتات الملك «رأس الثور» وحسبانه على انه تمثال للإله مين. وهو ما يفسره حكم الخلافة. ويتم الشك في أن العروض الجنائزية للملك العقرب الأول. كانت مستمدة من السلع المستولي عليها من هزيمة الملك «رأس الثور» وبالتالي جاء رمز الثور من الاسم الأخير.
مزيد من التأكيد على وجود هذا الحاكم يسمح بتفسير الفن الصخري المكتشف عام 2003 على جبل تجويت في الصحراء الغربية من طيبة.وبالتالي فهي تمثل حملة ناجحة للملك العقرب (الأول) ضد الملك «رأس الثور»، وربما كانت هذه المعركة جزءًا من تركيز القوة في مصر ما قبل التاريخ المتأخر: احتل العقرب الأول من جرجا منطقة توروس في منطقة نقادة.
ومع ذلك، فإن نقش رأس الثور لا يصاحبه أبدًا صقر كبير أو وردة ذهبية، يشك في وجوده كملك وترك الشك للبحث. وهكذا، ويشار ان في العهد الهيروغليفية المصري كان لا يزال في المرحلة المبكرة من التطور خلال ما قبل المواد الصناعية. والسبب في ذلك هو حقيقة أنه في مرحلة تطوير الكتابة المبكرة، لم تكن هناك محددات ثابتة لـ «المكان» و«المنطقة». وهكذا، فإن تمثيل الثور يمكن أن يمثل الحاكم، لكنه قد يكون أيضًا جزءًا من اسم لمكان معين.